# Robert Loe
Pour les articles homonymes, voir Loe.
Robert Loe, né le 5 aout 1991, à Leicester, en Angleterre, est un joueur britannico-néo-zélandais de basket-ball. Il évolue au poste de pivot.

## Palmarès
- Champion d'Océanie 2009
- Finaliste du championnat d'Océanie 2011